# Abborrtjärnen (Nyeds socken, Värmland)
Abborrtjärnen är en sjö i Karlstads kommun i Värmland och ingår i Göta älvs huvudavrinningsområde. Sjön är 16 meter djup, har en yta på 0,053 kvadratkilometer och är belägen 260 meter över havet.